# Big Rapids
Big Rapids es una ciudad ubicada en el condado de Mecosta en el estado estadounidense de Míchigan. En el Censo de 2010 tenía una población de 10601 habitantes y una densidad poblacional de 912,41 personas por km².

## Geografía
Big Rapids se encuentra ubicada en las coordenadas 43°41′57″N 85°28′47″O / 43.69917, -85.47972. Según la Oficina del Censo de los Estados Unidos, Big Rapids tiene una superficie total de 11.62 km², de la cual 11.3 km² corresponden a tierra firme y (2.72%) 0.32 km² es agua.

## Demografía
Según el censo de 2010, había 10601 personas residiendo en Big Rapids. La densidad de población era de 912,41 hab./km². De los 10601 habitantes, Big Rapids estaba compuesto por el 87.97% blancos, el 6.75% eran afroamericanos, el 0.7% eran amerindios, el 1.47% eran asiáticos, el 0.02% eran isleños del Pacífico, el 0.57% eran de otras razas y el 2.52% pertenecían a dos o más razas. Del total de la población el 2.38% eran hispanos o latinos de cualquier raza.